# Bột màu lam Ai Cập
Lam Ai Cập hay xanh Ai Cập là tên gọi để chỉ màu có từ bột màu lam Ai Cập hay calci đồng silicat (CaCuSi4O10 hoặc CaOCuO(SiO2)4 (calci đồng tetrasilicat)), một bột màu được sử dụng tại Ai Cập cổ đại trong hàng nghìn năm. Nó được coi là bột màu tổng hợp đầu tiên. Nó được người La Mã cổ đại biết đến dưới tên gọi caeruleum – từ đây mà có các từ để chỉ màu này trong một số ngôn ngữ châu Âu, như tiếng Anh cerulean, tiếng Pháp cæruleum/céruléum, tiếng Tây Ban Nha cerúleo. Sau kỷ nguyên La Mã, bột màu lam Ai Cập không còn được sử dụng nữa và vì thế cách làm ra nó đã bị lãng quên. Ngày nay các nhà khoa học đã phân tích thành phần hóa học của nó cũng như có thể tái tạo lại cách thức làm ra nó. Màu này cũng là màu của khoáng vật hiếm cuprorivait trong tự nhiên.
Từ trong tiếng Ai Cập cổ đại wꜣḏ có nghĩa là màu xanh lam, màu lam-lục hay màu xanh lục.
Ghi chép đầu tiên về việc sử dụng "Egyptian blue" ("lam Ai Cập") như là một tên gọi chỉ màu sắc trong tiếng Anh là vào năm 1809.

## Định nghĩa

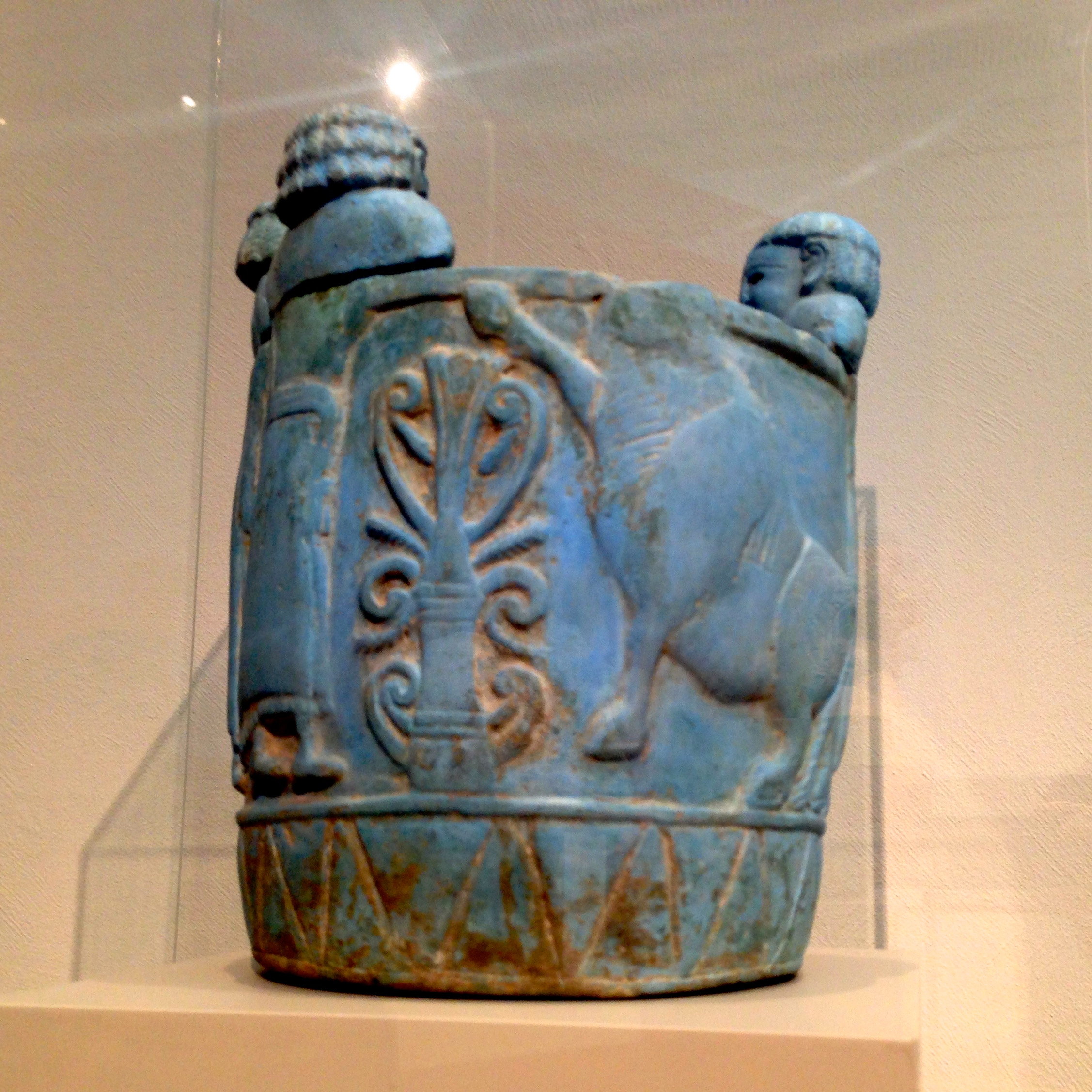
Pyxis có màu "lam Ai Cập". Nhập khẩu từ miền bắc Syria vào Italia, được sản xuất khoảng 750-700 TCN. Trưng bày tại Bảo tàng Altes ở Berlin.

Bột màu lam Ai Cập là một bột màu xanh lam tổng hợp, được tạo ra từ hỗn hợp của silica, vôi, đồng và một chất kiềm. Màu sắc của nó là do calci-đồng tetrasilicat CaCuSi4O10 có cùng thành phần như khoáng vật cuprorivait tự nhiên. Nó được tổng hợp lần đầu tiên ở Ai Cập trong thời kỳ Vương triều thứ Tư và được sử dụng rộng rãi cho đến cuối thời kỳ La Mã ở châu Âu, sau đó việc sử dụng nó đã suy giảm đáng kể.
Thuật ngữ để chỉ bột màu lam Ai Cập trong tiếng Ai Cập là ḫsbḏ-ỉrjt, nghĩa là lapis lazuli (ḫsbḏ) nhân tạo. Nó được sử dụng trong thời cổ đại như một bột màu xanh lam để tạo màu cho nhiều loại vật liệu khác nhau như đá, gỗ, thạch cao, giấy cói và vải bạt, và trong sản xuất nhiều đồ vật, bao gồm ấn tín hình trụ, chuỗi hạt, trang sức hình bọ hung, đồ khảm, chậu và tượng. Đôi khi, trong các tài liệu Ai Cập học nó được gọi là frit lam. Một số người cho rằng đây là một thuật ngữ sai lầm và frit nên được dành để sử dụng để mô tả giai đoạn đầu của sản xuất thủy tinh hoặc men gốm, trong khi những người khác cho rằng bột màu lam Ai Cập là một loại frit ở cả dạng mịn và dạng thô vì nó là sản phẩm của phản ứng trạng thái rắn. Màu xanh lam đặc trưng của nó, tạo ra từ một trong những thành phần chính của nó là đồng, dao động từ sắc nhạt tới sẫm, tùy thuộc vào chế biến và thành phần khác biệt.
Ngoài Ai Cập, nó cũng được tìm thấy ở Cận Đông, miền đông Địa Trung Hải và trong phạm vi Đế quốc La Mã. Người ta vẫn chưa rõ là sự tồn tại của bột màu này ở những nơi khác là kết quả của phát minh song song hay là bằng chứng về sự phổ biến công nghệ từ Ai Cập đến những khu vực đó.

## Lịch sử và nền tảng

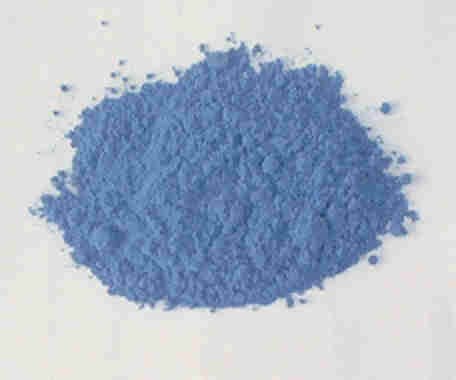
Bột màu lam Ai Cập

Người Ai Cập cổ đại rất coi trọng màu xanh lam và say mê thể hiện nó trên nhiều đồ vật và dưới nhiều hình thức khác nhau. Họ cũng mong muốn mô phỏng màu của những viên đá bán quý như ngọc lam và ngọc lưu ly, những loại ngọc này được đánh giá cao vì độ quý hiếm và các sắc thái xanh lam thuần khiết. Việc sử dụng các khoáng vật tự nhiên như azurit để có được các sắc thái xanh lam này là không thực tế, vì những khoáng vật này rất hiếm và khó gia công. Do đó, để có thể có được số lượng lớn chất màu xanh lam nhằm đáp ứng nhu cầu, người Ai Cập phải tự sản xuất ra bột màu này.
Người Ai Cập đã phát triển nhiều chủng loại chất màu khác nhau, bao gồm cả những gì ngày nay được gọi là bột màu lam Ai Cập, màu đầu tiên vào thời gian phát triển chúng. Thành tựu này có được nhờ sự tiến bộ của Ai Cập khi trở thành một xã hội nông nghiệp định cư. Nền văn minh ổn định và lâu đời này đã khuyến khích sự phát triển của lực lượng lao động gián tiếp, bao gồm các giáo sĩ và giới thần quyền Ai Cập. Các vị vua Ai Cập là những người bảo trợ cho nghệ thuật, và điều đó chính là động lực cho sự tiến bộ của công nghệ sản xuất chất màu.
Bằng chứng sớm nhất về việc sử dụng bột màu lam Ai Cập, được nhà Ai Cập học Lorelei H. Corcoran thuộc Đại học Memphis xác định, là trên một chiếc bát bằng thạch cao tuyết hoa có niên đại cuối thời kỳ tiền triều đại hoặc Naqada III (khoảng năm 3250 TCN), được khai quật tại Hierakonpolis và hiện nay trưng bày tại Bảo tàng Mỹ thuật Boston. Vào thời Trung Vương quốc (2050-1652 TCN), nó tiếp tục được sử dụng như một chất màu trong trang trí lăng mộ, bích họa, đồ đạc trong nhà và tượng, và đến thời kỳ Tân Vương quốc (1570-1070 TCN) nó bắt đầu được sử dụng rộng rãi hơn trong việc sản xuất nhiều đồ vật. Việc sử dụng nó vẫn tiếp tục trong suốt thời kỳ Hậu nguyên và thời kỳ Hy Lạp-La Mã, chỉ biến mất vào thế kỷ thứ 4 khi bí mật về việc làm ra nó bị mất.
Không có thông tin thành văn nào tồn tại trong các văn bản Ai Cập cổ đại về việc sản xuất bột màu lam Ai Cập thời cổ đại, và nó chỉ được Vitruvius đề cập lần đầu tiên trong văn học La Mã vào thế kỷ 1 TCN. Ông gọi nó là coeruleum và mô tả trong tác phẩm De architectura cách thức làm ra nó, bằng cách nghiền cát, đồng và natron, tạo hình thành những viên nhỏ và nung các viên này trong lò. Vôi cũng cần thiết cho sản xuất, nhưng có lẽ cát giàu vôi đã được sử dụng. Theophrastus đặt cho nó tên gọi trong tiếng Hy Lạp là κύανος (kyanos, xanh lam), mà ban đầu có lẽ được gọi là lapis lazuli (ngọc lưu ly). Cuối cùng, chỉ vào đầu thế kỷ 19 người ta mới quan tâm đến việc tìm hiểu thêm về sản xuất bột màu lam Ai Cập khi nó được Humphry Davy điều tra vào năm 1815, và những người khác như W. T. Russell và F. Fouqué.

## Thành phần và sản xuất
Một số thí nghiệm đã được các nhà khoa học và khảo cổ học, những người quan tâm đến việc phân tích thành phần của bột màu lam Ai Cập và các kỹ thuật được sử dụng để sản xuất nó, thực hiện. Hiện nay nó thường được coi là một vật liệu đa pha được sản xuất bằng cách nung nóng hỗn hợp cát thạch anh, một hợp chất đồng, calci cacbonat và một lượng nhỏ chất kiềm (tro từ thực vật chịu muối, thực vật ưa muối hoặc natron) ở nhiệt độ giữa 800 và 1.000 °C (1.470 và 1.830 °F) (tùy thuộc vào lượng kiềm được sử dụng) trong vài giờ. Sản phẩm thu được là cuprorivait hay bột màu lam Ai Cập, cacbon dioxide và hơi nước:
Cu2CO3(OH)2 + 8 SiO2 + 2 CaCO3 → 2 CaCuSi4O10 + 3 CO2 + H2O
Ở giai đoạn cuối cùng, bột màu lam Ai Cập bao gồm các tinh thể màu xanh lam hình chữ nhật lẫn với thạch anh chưa phản ứng và một số thủy tinh. Từ việc phân tích một số mẫu từ Ai Cập và những nơi khác, tỷ lệ phần trăm trọng lượng của các vật liệu được sử dụng để tạo ra bột màu lam Ai Cập thời cổ đại được xác định là thường nằm trong khoảng sau:
60–70% silica (SiO2)
7–15% calci oxide (CaO)
10–20% đồng(II) oxide (CuO)
Để có được cuprorivait theo lý thuyết, trong đó chỉ có các tinh thể màu xanh lam xuất hiện, không có quá nhiều thạch anh chưa phản ứng hoặc không hình thành thủy tinh, cần phải sử dụng các tỷ lệ phần trăm sau đây:
64% silica
15% calci oxide
21% đồng oxide
Tuy nhiên, không có mẫu từ thời cổ đại đã phân tích nào được tạo ra từ thành phần chính xác này, vì tất cả đều có lượng dư silica, cùng với lượng dư CuO hoặc lượng dư CaO. Điều này có thể là cố ý; sự gia tăng hàm lượng kiềm làm cho bột màu chứa nhiều thạch anh chưa phản ứng hơn nằm trong chất nền thủy tinh, do đó làm cho kết cấu cứng hơn. Tuy nhiên, việc hạ thấp hàm lượng kiềm (dưới 1%) không cho hình thành thủy tinh và kết quả là bột màu lam Ai Cập mềm hơn, với độ cứng chỉ 1–2 Mohs.
Ngoài cách mà các thành phần khác nhau ảnh hưởng đến kết cấu, cách gia công bột màu lam Ai Cập cũng ảnh hưởng đến kết cấu của nó, khi xét về độ thô và mịn. Sau một số thử nghiệm, Tite et al. kết luận rằng bột màu lam Ai Cập kết cấu mịn cần hai công đoạn để có được các tinh thể xen kẽ đồng đều. Đầu tiên, các thành phần được nung nóng và kết quả là tạo ra sản phẩm có kết cấu thô. Sau đó nó được nghiền thành bột mịn và thêm nước. Sau đó, bột nhão (hồ) được định hình lại và nung lại ở nhiệt độ từ 850 đến 950 °C trong một giờ. Hai công đoạn này có lẽ là cần thiết để tạo ra một loại bột nhão đủ tốt để sản xuất các đồ vật nhỏ. Tuy nhiên, bột màu lam Ai Cập kết cấu thô có thể không trải qua công đoạn thứ hai. Vì nó thường được tìm thấy ở dạng phiến (trong các thời kỳ vương triều) và viên (trong thời kỳ thuộc Hy-La), hoặc là chúng có thể đang chờ để được xử lý trong công đoạn thứ hai sau đó chúng sẽ được nghiền và tạo kết cấu mịn hoặc là chúng sẽ được nghiền để sử dụng như một bột màu lam.
Độ đậm nhạt của màu lam đạt được cũng liên quan đến độ thô và độ mịn của bột màu lam Ai Cập, vì nó được xác định bởi mức độ kết tụ của các tinh thể lam Ai Cập. Bột màu lam Ai Cập kết cấu thô có hình dạng tương đối dày, do các cụm tinh thể lớn bám vào thạch anh chưa phản ứng. Sự kết tụ này tạo ra sắc lam đậm là màu của bột màu lam Ai Cập thô. Ngoài ra, bột màu lam Ai Cập kết cấu mịn bao gồm các cụm nhỏ hơn xen kẽ đồng đều giữa các hạt thạch anh chưa phản ứng và có xu hướng có màu nhạt hơn. Tuy nhiên, màu lam nhạt phai màu được sử dụng để mô tả màu của bột màu lam Ai Cập kết cấu mịn với một lượng lớn thủy tinh được hình thành trong thành phần của nó, che đi màu lam và tạo cho nó vẻ ngoài phai màu. Nó phụ thuộc vào mức độ chất kiềm được thêm vào hỗn hợp, do đó, với nhiều kiềm hơn thì thủy tinh hình thành nhiều hơn và màu trông càng phai. Loại màu lam Ai Cập này đặc biệt rõ ràng từ thời Vương triều thứ 18 trở đi, và có lẽ gắn liền với sự phát triển vượt bậc của công nghệ thủy tinh vào thời gian này.
Nếu một số điều kiện nào đó không được đáp ứng, chất lượng của bột màu lam Ai Cập sản xuất ra sẽ không đảm bảo. Ví dụ, nếu nhiệt độ trên 1050 °C, nó sẽ trở nên không ổn định. Nếu thêm quá nhiều vôi thì wollastonit (CaSiO3) hình thành và làm cho bột màu có màu xanh lục. Quá nhiều đồng sẽ dẫn tới dư thừa các oxide đồng như cuprit (Cu2O) và tenorit (CuO).

## Chứng cứ khảo cổ

### Amarna
Trong các cuộc khai quật ở Amarna, Lisht và Malkata vào đầu thế kỷ 20, Flinders Petrie đã phát hiện ra hai loại đồ đựng mà ông cho rằng đã được sử dụng trong thời cổ đại để tạo ra bột màu lam Ai Cập: đó là những cái chảo hình bát và những cái bình hình trụ (hoặc những cái sạp nung). Trong các cuộc khai quật năm 1989 tại Amarna của Barry Kemp, một lượng rất nhỏ những chiếc chảo "dính frit" này đã được phát hiện, mặc dù người ta đã tìm thấy nhiều mảnh sót lại của các 'bánh' màu lam Ai Cập, cho phép xác định năm loại bánh màu lam Ai Cập khác nhau và các đồ đựng gắn liền với chúng: bánh phẳng tròn lớn, bánh phẳng chữ nhật lớn, bánh hình bát, miếng hình túi nhỏ và các viên hình cầu. Không có thiếc trong các mẫu đã phân tích, và các tác giả cho rằng đó là một dấu hiệu cho thấy sử dụng đồng phế liệu thay vì đồng thanh là có thể.

### Qantir
Trong thập niên 1930, Mahmud Hamza đã khai quật một số cổ vật liên quan đến việc sản xuất bột màu lam Ai Cập tại Qantir, chẳng hạn như các bánh màu lam Ai Cập và các mảnh vỡ trong các giai đoạn sản xuất khác nhau, cung cấp bằng chứng cho thấy bột màu lam Ai Cập thực sự được sản xuất tại địa điểm này. Các cuộc khai quật gần đây tại cùng một địa điểm đã phát hiện ra một ngành công nghiệp lớn dựa vào đồng, với một số nghề thủ công liên quan, cụ thể là đúc đồng, sản xuất thủy tinh đỏ, sản xuất đồ gốm faenza và bột màu lam Ai Cập. Những chiếc chén nung bằng gốm với bột màu lam Ai Cập bám dính đã được tìm thấy trong các cuộc khai quật này, một lần nữa cho thấy nó đã được sản xuất tại chỗ. Những cái ‘bánh’ màu lam Ai Cập này có thể sau đó đã được xuất khẩu sang các khu vực khác trên khắp đất nước để gia công, do sự khan hiếm các thành phẩm màu lam Ai Cập có tại địa điểm này. Ví dụ, các bánh màu lam Ai Cập được tìm thấy tại Zawiyet Umm el-Rakham, một công sự thời Ramesses gần bờ biển Libya, cho thấy trên thực tế, những chiếc bánh này đã được mua bán và được gia công và định hình lại ở chỗ xa nơi sản xuất chính ra chúng.

## Liên kết với vật liệu thủy tinh khác và với kim loại

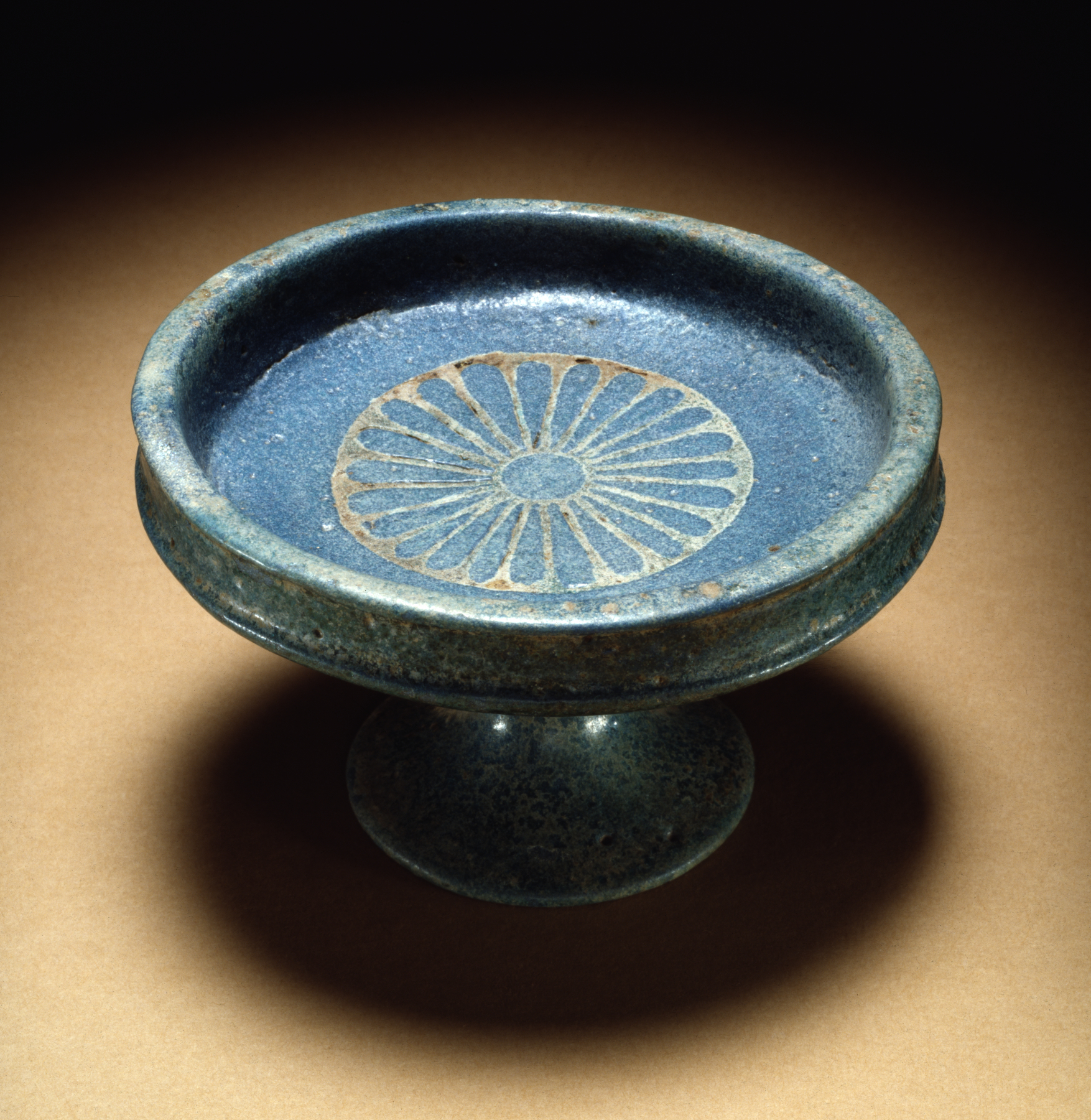
Đĩa nhỏ có chân, bằng gốm faenza màu xanh lam, Tân Vương quốc (1400-1325 TCN).

Bột màu lam Ai Cập có liên quan mật thiết đến các vật liệu thủy tinh khác do người Ai Cập cổ đại sản xuất, đó là thủy tinh và gốm faenza Ai Cập, và có thể là người Ai Cập đã không sử dụng các từ ngữ riêng biệt để phân biệt ba sản phẩm với nhau. Mặc dù dễ dàng phân biệt gốm faenza Ai Cập và vật liệu từ bột màu lam Ai Cập, do phần lõi khác biệt của các vật gốm faenza và các lớp men tách biệt của chúng, nhưng đôi khi rất khó phân biệt thủy tinh với vật liệu từ bột màu lam Ai Cập do kết cấu rất mịn mà bột màu lam Ai Cập thỉnh thoảng có được. Điều này đặc biệt đúng trong thời kỳ Tân Vương quốc, khi bột màu lam Ai Cập trở nên mịn và giống thủy tinh hơn và vẫn tiếp tục như vậy trong thời kỳ Hy-La.
Vì bột màu lam Ai Cập cũng như gốm faenza là công nghệ lâu đời hơn nhiều so với thủy tinh, chỉ bắt đầu dưới triều đại Thutmose III (1479–1425 TCN), nên các thay đổi trong sản xuất bột màu lam Ai Cập chắc chắn gắn liền với sự ra đời của công nghiệp thủy tinh.
Phân tích nguồn đồng được sử dụng trong sản xuất bột màu lam Ai Cập cho thấy mối quan hệ với công nghiệp kim loại đương thời. Trong khi ở những thời kỳ trước, rất có thể quặng đồng đã được sử dụng, thì trong thời kỳ trị vì của Tutmosis III quặng đồng đã được thay thế bằng việc sử dụng mạt vụn đồng thanh. Điều này đã được thiết lập bằng sự phát hiện ra một lượng oxide thiếc cụ thể có trong bột màu lam Ai Cập, chỉ có thể là kết quả của việc sử dụng phế liệu đồng thanh làm nguồn đồng, trùng với thời điểm đồ đồng thanh trở thành phổ biến rộng rãi ở Ai Cập cổ đại.

## Xuất hiện ngoài Ai Cập
Bột màu lam Ai Cập được tìm thấy ở Tây Á vào giữa thiên niên kỷ 3 TCN dưới dạng các đồ tạo tác nhỏ và đồ khảm, nhưng không phải dưới dạng bột màu. Nó được tìm thấy ở khu vực Địa Trung Hải vào cuối thời đại đồ đồng giữa, và dấu vết của thiếc được tìm thấy trong thành phần của nó cho thấy việc sử dụng phế liệu đồng thanh thay vì quặng đồng làm nguồn đồng. Trong thời kỳ La Mã, việc sử dụng bột màu lam Ai Cập rất phổ biến, như được minh họa bằng một cái chậu chứa bột màu chưa sử dụng, được tìm thấy vào năm 1814 ở Pompeii. Nó cũng được tìm thấy dưới dạng bột màu chưa sử dụng trong hầm mộ của một số họa sĩ. Người Etrusca cũng sử dụng nó trong các bức bích họa của họ. Các chất liệu màu Hán tử (漢紫) và Hán lam (漢藍) có liên quan cũng từng được cho là có nguồn gốc từ Ai Cập.

## Ứng dụng hiện đại
Sự phát quang hồng ngoại cực mạnh và kéo dài của bột màu lam Ai Cập dưới ánh sáng nhìn thấy đã cho phép phát hiện sự có mặt của nó trên các vật thể mà đối với mắt người là không sơn. Tính chất này cũng được sử dụng để xác định dấu vết của chất màu này trên các bức tranh được vẽ vào cuối thế kỷ 16, rất lâu sau khi việc sử dụng nó được cho là đã chấm dứt. Sự phát quang trong vùng cận hồng ngoại, nơi mà cả chất béo và hemoglobin đều có hệ số hấp thụ thấp, kết hợp với khả năng phân tách của bột màu lam Ai Cập bằng cách tách thành các tấm nano sau khi ngâm trong nước, cũng cho thấy nó có thể có một số ứng dụng công nghệ cao, chẳng hạn như trong y sinh học (ví dụ: ảnh hóa sinh học), viễn thông, công nghệ laser và mực bảo mật.
Các nhà nghiên cứu tại Phòng thí nghiệm Quốc gia Lawrence Berkeley đã phát hiện ra rằng bột màu lam Ai Cập hấp thụ ánh sáng nhìn thấy và phát ra ánh sáng trong khoảng cận hồng ngoại. Điều này cho thấy rằng chất màu lam Ai Cập có thể được sử dụng trong các vật liệu xây dựng như mái phản xạ được thiết kế để làm mát mái và tường nhà ở vùng khí hậu nắng nóng, và phủ màu kính để cải thiện hiệu suất của pin mặt trời.